# IC 1528
IC 1528 је спирална галаксија у сазвјежђу Кит која се налази на листи објеката дубоког неба у Индекс каталогу.
Деклинација објекта је - 7° 7' 5" а ректасцензија 0h 5m 5,3s. Привидна величина (магнитуда) објекта IC 1528 износи 12,7 а фотографска магнитуда 13,5. IC 1528 је још познат и под ознакама MCG -1-1-28, IRAS 00025-0722, PGC 312.